# Fromohio
Fromohio (stilizzato fROMOHIO) è il terzo album in studio del gruppo musicale statunitense Firehose, pubblicato nel 1989.

## Tracce
1. Riddle of the Eighties - 2:00
2. In My Mind - 2:16
3. Whisperin' While Hollerin' - 2:04
4. Vastopol - 1:24
5. Más Cojones - 2:02
6. What Gets Heard - 2:19
7. Let the Drummer Have Some - 0:59
8. Liberty for Our Friend - 2:06
9. Time With You - 3:13
10. If’n - 3:14
11. Some Things - 2:43
12. Understanding - 3:12
13. 'Nuf That Shit, George - 0:46
14. The Softest Hammer - 3:03

## Formazione
- Ed Crawford - chitarra, voce
- Mike Watt - basso, voce
- George Hurley - batteria
- Kira Roessler - chitarra, voce